# شون ماجواير
شون ماجواير (بالإنجليزية: Sean Maguire)‏ هو مغني وممثل بريطاني، ولد في 18 أبريل 1976 في المملكة المتحدة.

## أعمال

### أفلام
- (2008) قابل الإسبارطيين[4]

### مسلسلات
- كان ياما كان

## وصلات خارجية
- شون ماجواير على موقع IMDb (الإنجليزية)
- شون ماجواير على موقع ميوزك برينز (الإنجليزية)
- شون ماجواير على موقع ديسكوغز (الإنجليزية)
- شون ماجواير على موقع قاعدة بيانات الفيلم (الإنجليزية)